# إيما كرو
إيما كرو (بالإنجليزية: Emma Crow)‏ هي كاتِبة أمريكية، ولدت في 3 أبريل 1839 في سانت لويس في الولايات المتحدة، وتوفيت في 15 سبتمبر 1920.